# Efecto espectador

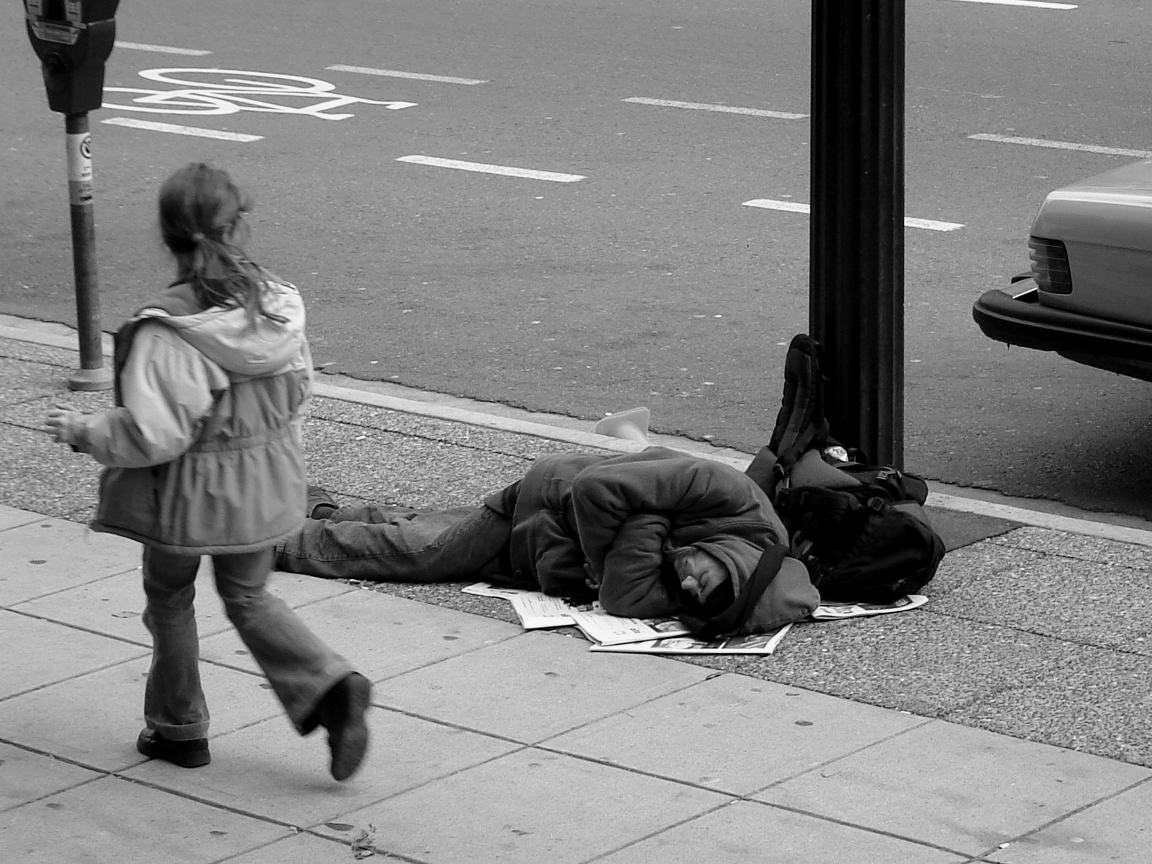
Un hombre sin techo descansando en la acera. Vancouver, Canadá.

El efecto espectador es un supuesto fenómeno psicológico por el cual es menos probable que alguien intervenga en una situación de emergencia cuando hay más personas que cuando se está solo. Investigaciones recientes se han centrado en eventos del "mundo real" capturados en cámaras de seguridad, y se ha cuestionado la coherencia y solidez del efecto espectador.

## El caso de Kitty Genovese
Un ejemplo que conmocionó a mucha gente es el caso de Kitty Genovese, apuñalada mortalmente en 1964 por un violador y asesino serial. Según contó la prensa la agresión ocurrió durante por lo menos una media hora. El asesino atacó a Genovese y la apuñaló, pero abandonó la escena después de atraer la atención de un vecino. El asesino entonces volvió diez minutos más adelante y acabó el asalto. Los reportajes periodísticos informaron de que treinta y ocho testigos estuvieron mirando las puñaladas sin intervenir o entrar en contacto con la policía. Esto conmocionó al público y se publicaron extensos editoriales que aseguraban que los Estados Unidos se había convertido en una sociedad fría y sin compasión.
Sin embargo, según un estudio publicado en American Psychologist en 2007, la historia del asesinato de Genovese fue muy exagerada por los medios. En concreto, no había treinta y ocho testigos observando, sí que entraron en contacto con la policía por lo menos una vez durante el ataque y muchas de las personas que oyeron por casualidad el ataque no podían ver realmente lo que sucedía. Los autores del artículo sugieren que la historia continúa siendo mal descrita en libros de textos de la psicología social porque funciona como una parábola y sirve como ejemplo dramático para los estudiantes.

## Investigación en la psicología social
Un estudio de 1968 de John M. Darley y Bibb Latané fue el primero en demostrar el efecto espectador en laboratorio. Para ello realizaron algunos estudios simples como el siguiente: Se pone a un sujeto solo en un cuarto y se le dice que puede comunicarse con otros sujetos a través de un intercomunicador. En realidad, sólo está escuchando una grabación de radio y se le ha dicho que su micrófono estará apagado hasta que sea su turno de hablar. Durante la grabación, uno de los sujetos finge repentinamente estar teniendo un ataque. El estudio demostró que el tiempo que se tardaba en avisar al investigador variaba inversamente con respecto al número de sujetos. En algunos casos nunca se llegaba a avisar al investigador.
La explicación más común de este fenómeno es que, con otros presentes, los observadores suponen que otro intervendrá y todos se abstienen de hacerlo. El grupo hace que se difumine la responsabilidad. La gente puede también suponer que habrá alguien más preparado para ayudar como un médico o un policía y pensar por lo tanto que su intervención sería innecesaria. La gente puede tener también temor de ser avergonzados delante de las personas presentes al ser reemplazado por un ayudante “superior”, o de ofrecer una ayuda no solicitada. Otra explicación puede ser que los espectadores monitorean las reacciones de otras personas en una situación de emergencia para determinar si piensan que es necesario intervenir. Dado que los demás están haciendo exactamente lo mismo, la gente concluye de las reacciones de los demás que la ayuda es innecesaria, en lo que puede ser un ejemplo de ignorancia colectiva.
Una persona puede contrarrestar el efecto espectador dirigiéndose a una persona en concreto de la multitud en lugar de apelar a la gente en general. Esto coloca toda la responsabilidad en una persona concreta en lugar de dejar que se difumine. Esto sirve también para superar la ignorancia colectiva, ya que la gente al ver que alguien se acerca a ayudar tomará conciencia real de la situación.
En 2019, un gran estudio internacional de antropología cultural analizó 219 disputas y enfrentamientos callejeros que fueron grabados por cámaras de seguridad en tres ciudades de diferentes países: Lancaster, Ámsterdam y Ciudad del Cabo. Contrariamente al efecto espectador, el estudio encontró que los espectadores intervinieron en casi todos los casos, y la probabilidad de intervención aumentó con el número de espectadores; "un descubrimiento muy radical y un resultado completamente diferente de lo que predice la teoría".